# Последний полёт «Осириса»
«Последний полёт „Осириса“» (англ. Final Flight of the Osiris) — первый из девяти короткометражных мультфильмов в сериале The Animatrix, в котором рассказывается больше о мире «Матрицы». Сценарий написан братьями Вачовски. Фильм рассказывает о судьбе корабля «Осирис», о котором упоминалось в фильмах «Матрица: Перезагрузка» и «Матрица: Революция», а также в компьютерной игре Enter the Matrix. «Последний полёт „Осириса“» был выпущен в 2003 году.
Моделирование и рендер всего фильма осуществлен кинокомпанией Square Pictures, занимающейся в основном разработкой сюжетных роликов игр серии Final Fantasy. Дебютом компании был полнометражный фильм Final Fantasy: The Spirits Within.

## Сюжет
Чернокожий парень Тадэус и восточноазиатская девушка Джу сражаются с завязанными глазами в поединке на японских мечах, ни одним взмахом не задевая друг друга, а только иногда повреждая одежду. В какой-то момент тревога прерывает их, и симуляция, в которой они находятся, прерывается.
В следующей сцене корабль «Осирис» направляется к перекрёстку 21, где Робби, оператор, замечает сотни машин на своём сканере. Отрываясь от Стражей, корабль влетает в не отмеченный на карте тоннель, ведущий на поверхность. В четырёх километрах над Зионом машины-землекопы пробивают армии Стражей путь к городу людей.
Капитан Тадэус решает предупредить Зион. Его первая помощница (ранее — спарринг-партнёр в ВР) Джу вызывается доставить информацию через Матрицу. Пока Стражи атакуют корабль и пытаются пробраться внутрь, Джу спускается по арматуре между двумя высотными зданиями и, наконец, достигает земли, где сбрасывает послание в почтовый ящик. Она пытается связаться с Тадэусом по телефону, но в это время повреждённый «Осирис» падает. Тадэус пытается отогнать врагов огнём из электропушки, но корабль взрывается. В Матрице Джу замертво падает на землю — её тело уничтожено.